# Championnat du monde de roller in line hockey féminin FIRS 2006
L'édition 2006 du championnat du monde féminin de roller in line hockey fut la 5e édition organisée par la Fédération internationale de roller sport, et s'est déroulé à Détroit, Michigan (États-Unis) au Taylor Sportsplex.

## Phases préliminaires

### Classement groupe A
|     | Équipe             | Pts | Matchs | B+ | B- |
| --- | ------------------ | --- | ------ | -- | -- |
| 1er | Canada             | 6   | 3      | 22 | 2  |
| 2e  | République tchèque | 4   | 3      | 14 | 9  |
| 3e  | Royaume-Uni        | 2   | 3      | 6  | 14 |
| 4e  | Mexique            | 0   | 3      | 2  | 19 |

### Classement groupe B
|     | Équipe     | Pts | Matchs | B+ | B- |
| --- | ---------- | --- | ------ | -- | -- |
| 1er | États-Unis | 4   | 2      | 12 | 1  |
| 2e  | France     | 2   | 2      | 6  | 4  |
| 3e  | Japon      | 0   | 2      | 2  | 15 |

## Phases finales

### Playoffs
| République tchèque | 6 | - | 0 | Japon       |
| France             | 6 | - | 0 | Royaume-Uni |
| États-Unis         | 7 | - | 0 | Mexique     |

### Tableau final
|  | Demi-finales       | Demi-finales |                        |   | Finale | Finale |
|  | Demi-finales       | Demi-finales |                        |   | Finale | Finale |
|  |                    |              |                        |   |        |        |
|  |                    |              |                        |   |        |        |
|  |                    |              |                        |   |        |        |
|  | Canada             | 5            |                        |   |        |        |
|  | Canada             | 5            |                        |   |        |        |
|  | France             | 0            |                        |   |        |        |
|  | France             | 0            | États-Unis             | 2 |        |        |
|  |                    |              | États-Unis             | 2 |        |        |
|  |                    | Canada       | 1                      |   |        |        |
|  | États-Unis         | Canada       | 1                      | 5 |        |        |
|  | États-Unis         |              |                        | 5 |        |        |
|  | République tchèque | 2            |                        |   |        |        |
|  | République tchèque | 2            | Match pour la 3e place |   |        |        |
|  |                    |              |                        |   |        |        |
|  |                    |              |                        |   |        |        |
|  |                    |              |                        |   |        |        |
|  | France             | 6            |                        |   |        |        |
|  | France             | 6            |                        |   |        |        |
|  | République tchèque | 3            |                        |   |        |        |
|  | République tchèque | 3            |                        |   |        |        |

## Bilan
| 1 | États-Unis         | Médaille d'or      |
| 2 | Canada             | Médaille d'argent  |
| 3 | France             | Médaille de bronze |
| 4 | République tchèque |                    |
| 5 | Royaume-Uni        |                    |
| 6 | Japon              |                    |
| 7 | Mexique            |                    |